# 五条町 (名古屋市西区)
五条町（ごじょうちょう）は、名古屋市西区の地名。

## 歴史
名古屋城下には江戸時代、堀川に架かる五条橋にちなんだ「五条町」があったが、1871年（明治4年）に和泉町に併呑されるに至った。この年、堀川の対岸にあたる西側の御手先同心の組屋敷地を新たに五条町とした。

### 沿革
- 明治初年 - 広井村の一部により、愛知郡五条町として成立[3]。
- 1878年（明治11年）12月20日 - 名古屋区編入に伴い、同区五条町となる[3]。
- 1889年（明治22年）10月1日 - 名古屋市成立に伴い、同市五条町となる[3]。
- 1908年（明治41年）4月1日 - 西区編入に伴い、同区五条町となる[3]。
- 1981年（昭和56年）8月23日 - 那古野一丁目および幅下二丁目にそれぞれ編入され消滅[3]。